# Henrique Rosa
Henrique Rosa  (Bafatá, 18 de enero de 1946 - Oporto, Portugal, 15 de mayo de 2013) fue el presidente interino de Guinea-Bisáu desde el 28 de septiembre de 2003 hasta el 1 de octubre de 2005. Su acceso a la presidencia se produjo a consecuencia del golpe de Estado militar que depuso al entonces presidente electo Kumba Ialá. El golpe fue fruto de acuerdos entre oficiales políticos, líderes sociales civiles, y el Comité Militar por la Restauración del Orden Constitucional y Democrático, liderado por Veríssimo Correia Seabra, quien cedió a Rosa la presidencia interina catorce días después del golpe.
La principal intención del gobierno provisional liderado por Rosa era administrar las elecciones que debían devolver al país a un estado constitucional y democrático. En marzo de 2004 se celebraron elecciones legislativas, y las presidenciales entre junio y julio de 2005, siendo ambas consideradas democráticas y transparentes. El ganador de las elecciones fue João Bernardo Vieira, que ya había sido presidente del país en dos mandatos previos, entre 1980 y 1999.
Durante sus dos años en la presidencia, el gobierno trabajó para conseguir un alto nivel de estabilidad política, acompañado de notables mejoras en los cumplimientos de derechos humanos en Guinea-Bisáu.
El 15 de mayo de 2013, Rosa murió en un hospital en Oporto , en el norte de Portugal , después de perder una batalla de nueve meses contra el cáncer de pulmón. Tenía 67 años.